# Przewodniczący Senatu (Francja)
Przewodniczący Senatu jest najwyższym przedstawicielem Senatu francuskiego, izby wyższej francuskiego parlamentu. Jest trzecią osobą w państwie w kolejności pierwszeństwa, po Prezydencie Republiki i Premierze, a przed Prezydentem Zgromadzenia Narodowego. W Senacie przewodniczy sesjom plenarnym i może wpływać na procedurę ustawodawczą. Przewodniczący gabinetowi Senatu i Konferencji Przewodniczących, odpowiedzialny jest za organizację prac legislacyjnych. Obecnym przewodniczącym Senatu jest Gérard Larcher.

## Wybór przewodniczącego
Przewodniczący Senatu jest wybierany przez wszystkich senatorów po częściowym odnowieniu składu izby, co trzy lata, spośród członków tego zgromadzenia. Sesji przewodniczy dziekan senatorów do czasu wyboru nowego przewodniczącego, który natychmiast obejmuje urząd, a zatem przewodniczy pozostałej części sesji. W trakcie swojej kadencji wspomaga go 25 senatorów, mianowanych bezpośrednio po wyborze przewodniczącego. Tworzą oni Biuro Senatu.